# Barbicornis marginata
Barbicornis marginata är en fjärilsart som beskrevs av Adalbert Seitz 1917. Barbicornis marginata ingår i släktet Barbicornis och familjen Riodinidae. Inga underarter finns listade i Catalogue of Life.